# 拉沙佩勒旺多穆瓦斯
拉沙佩勒-旺多穆瓦斯（法語：La Chapelle-Vendômoise，法語發音：[la ʃapɛl vɑ̃domwaz]）是法国卢瓦-谢尔省的一个市镇，属于布卢瓦区。

## 地理
拉沙佩勒-旺多穆瓦斯（47°40'15"N, 1°14'21"E）面积13.07 平方千米，位于法国中央-卢瓦尔河谷大区卢瓦-谢尔省，该省份为法国中北部省份，北起厄尔-卢瓦省，东北接卢瓦雷省，东南接谢尔省，南至安德尔省，西南接安德尔-卢瓦尔省，西北接萨尔特省。
与拉沙佩勒-旺多穆瓦斯接壤的市镇（或旧市镇、城区）包括：阿韦尔东、博斯地区尚皮尼、福塞、朗德勒戈卢瓦、圣博艾尔、维勒弗朗克尔。
拉沙佩勒-旺多穆瓦斯的时区为UTC+01:00、UTC+02:00（夏令时）。

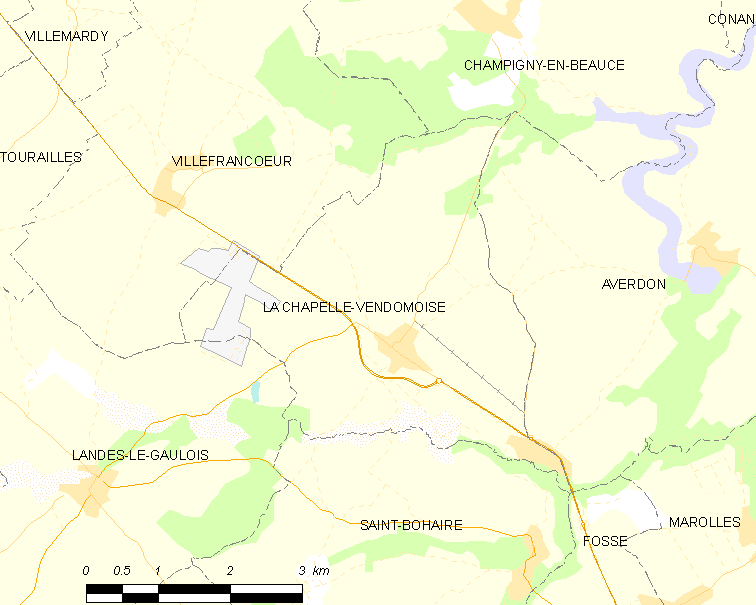
拉沙佩勒-旺多穆瓦斯的OSM定位图

## 行政
拉沙佩勒-旺多穆瓦斯的邮政编码为41330，INSEE市镇编码为41040。

## 政治
拉沙佩勒-旺多穆瓦斯所属的省级选区为卢瓦尔河畔沃赞县。

## 人口

1962-2008年间拉沙佩勒-旺多穆瓦斯人口变化图示

拉沙佩勒-旺多穆瓦斯于2022年1月1日时的人口数量为797人。